# Misius
Misius là một chi bướm ngày thuộc họ Bướm nâu.